# ТЕС Ачерра (Edison)
ТЕС Ачерра (Edison) — теплова електростанція у центральній частині Італії у регіоні Кампанія, метрополійне місто Неаполь. Споруджена з використанням технології комбінованого парогазового циклу.
Введена в експлуатацію у 1999 році, станція має два енергоблоки потужністю по 50 МВт. У кожному з них встановлена одна газова турбіна потужністю 40 МВт, яка через котел-утилізатор живить одну парову турбіну з показником 11 МВт. Окрім виробництва електроенергії станція постачає пару для сусіднього заводу Fiat.
Як паливо ТЕС використовує природний газ.
Для видалення продуктів згоряння із котла-утилізатора споруджені димарі висотою по 30 метрів.
Зв'язок з енергомережею відбувається по ЛЕП, розрахованій на роботу із напругою 220 кВ.